# Literatuurprijs van de Europese Unie
Literatuurprijs van de Europese Unie (opgericht in 2009) is een literatuurprijs van de Europese unie. De prijs wordt gefinancierd en is opgericht door het Cultuurprogramma van de Europese Unie. Een consortium, geselecteerd door een Commissie coördineert de prijs. Het consortium bestaat uit de European Booksellers Federation, de European Writers Council en de Federation of European Publishers. Het Consortium richt de nationale jury's op en organiseert de prijzen.

## Winnaars

### 2009
- Oostenrijk: Paulus Hochgatterer, Die Suesse des Lebens
- Kroatië: Mila Pavićević, Djevojčica od leda i druge bajke
- Frankrijk: Emmanuelle Pagano, Les Adolescents troglodytes
- Hongarije: Szécsi Noémi, Kommunista Monte Cristo
- Ierland: Karen Gillece, Longshore Drift
- Italië: Daniele Del Giudice, Orizzonte mobile
- Litouwen: Laura Sintija Cerniauskaité, Kvėpavimas į marmurą
- Noorwegen: Carl Frode Tiller, Innsirkling
- Polen: Jacek Dukaj, Lód
- Portugal: Dulce Maria Cardoso, Os Meus Sentimentos
- Slowakije: Pavol Rankov, Stalo sa prvého septembra (alebo inokedy)
- Zweden: Helena Henschen, I skuggan av ett brott

### 2010
- België: Peter Terrin, De Bewaker
- Cyprus: Myrto Azina Chronides, To Peirama
- Denemarken: Adda Djørup, Den mindste modstand
- Estland: Tiit Aleksejev, Palveränd
- Finland: Riku Korhonen, Lääkäriromaani
- Duitsland: Iris Hanika, Das Eigentliche
- Luxemburg: Jean Back, Amateur
- Roemenië: Răzvan Rădulescu, Teodosie cel Mic
- Slovenië: Nataša Kramberger, Nebesa v robidah: roman v zgodbah
- Spanje: Raquel Martínez-Gómez, Sombras de unicornio
- Noord-Macedonië: Goce Smilevski, Сестрата на Зигмунд Фројд (Freud's Sister)

### 2011
- Bulgarije: Kalin Terziyski, Има ли кой да ви обича
- Tsjechië: Tomáš Zmeškal, Milostný dopis klínovým písmem
- Griekenland: Kostas Hatziantoniou, Agrigento
- IJsland: Ófeigur Sigurðsson, Jon
- Letland: Inga Zolude, Mierinājums Ādama kokam
- Liechtenstein: Iren Nigg, Man wortet sich die Orte selbst
- Malta: Immanuel Mifsud, Fl-Isem tal-Missier (tal-iben)
- Montenegro: Andrej Nikolaidis, Sin
- Nederland: Rodaan Al Galidi, De autist en de postduif
- Servië: Jelena Lengold, Vašarski Mađioničar
- Turkije: Çiler İlhan, Sürgün
- Verenigd Koninkrijk: Adam Foulds, The Quickening Maze

### 2012
- Oostenrijk: Anna Kim, Die gefrorene Zeit
- Kroatië: Lada Žigo, Rulet
- Frankrijk: Laurence Plazenet, L’amour Seul
- Hongarije: Viktor Horváth, Török Tükör
- Ierland: Kevin Barry, City of Bohane
- Italië: Emanuele Trevi, Qualcosa di Scritto
- Litouwen: Giedra Radvilavičiūtė, Šiąnakt aš miegosiu prie sienos
- Noorwegen: Gunstein Bakke, Maud og Aud: Ein Roman om Trafikk
- Polen: Piotr Paziński, Pensjonat
- Portugal: Afonso Cruz, A Boneca de Kokoschka
- Slowakije: Jana Beňová, Cafe Hyena: Plán odprevádzania
- Zweden: Sara Mannheimer, Handlingen

### 2013
- België: Isabelle Wéry, Marilyn Désossée
- Bosnië en Herzegovina: Faruk Šehić, Knjiga o Uni
- Cyprus: Emilios Solomou, Hμερολóγιο μιας απιστίας
- Denemarken: Kristian Bang Foss, Døden kører audi
- Estland: Meelis Friedenthal, Mesilased
- Finland: Katri Lipson, Jäätelökauppias
- Duitsland: Marica Bodrožić, Kirschholz und alte Gefühle
- Luxemburg: Tullio Forgiarini, Amok – Eng Lëtzebuerger Liebeschronik
- Noord-Macedonië: Lidija Dimkovska, РЕЗЕРВЕН ЖИВОТ
- Roemenië: Ioana Pârvulescu, Viaţa începe vineri
- Slovenië: Gabriela Babnik, Sušna doba
- Spanje: Cristian Crusat, Breve teoría del viaje y el desierto

### 2014
- Albanië: Ben Blushi, Otello, Arapi i Vlorës (Othello, Arap of Vlora). Mapo Editions, 2011
- Bulgarije: Milen Ruskov, Възвишение (Summit), Janet 45, 2011
- Tsjechië: Jan Němec, Dějiny světla (A History of Light). Host, 2013
- Griekenland: Makis Tsitas, Μάρτυς μου ο Θεός (God is my witness). Kichli, 2013
- IJsland: Oddný Eir, Jarðnæði (Land of Love, Plan of Ruins). Bjartur, 2011
- Letland: Jānis Joņevs, Doom 94 (Jelgava 94). Mansards, 2013
- Liechtenstein: Armin Öhri, Die dunkle Muse: Historischer Kriminalroman (The Dark Muse). Gmeiner, 2012
- Malta: Pierre J. Mejlak, Dak li l-Lejl Iħallik Tgħid (What the Night Lets You Say). Merlin Publishers, 2011
- Montenegro: Ognjen Spahić, Puna glava radosti (Head Full of Joy). Nova knjiga, 2014
- Nederland: Marente de Moor, De Nederlandse maagd (The Dutch Maiden). Querido, 2010
- Servië: Uglješa Šajtinac, Sasvim skromni darovi (Quite Modest Gifts). Arhipelag, 2011
- Turkije: Birgül Oğuz, Hah (Aha), short stories. Metis, 2012
- Verenigd Koninkrijk: Evie Wyld, All The Birds, Singing. Vintage, 2013

### 2015
- Oostenrijk: Carolina Schutti, Einmal muss ich über weiches Gras gelaufen sein (Once I must have trodden soft grass). Otto Müller Verlag, 2012
- Kroatië: Luka Bekavac, Viljevo. Fraktura, 2013
- Frankrijk: Gaëlle Josse, Le dernier gardien d’Ellis Island (The last guardian of Ellis Island). Editions Noir sur Blanc, 2014
- Hongarije: Edina Szvoren, Nincs, és ne is legyen (There Is None, Nor Let There Be). Palatinus, 2012
- Ierland: Donal Ryan, The Spinning Heart. Doubleday Ireland, 2013
- Italië: Lorenzo Amurri, Apnea. Fandango Libri, 2013
- Litouwen: Undinė Radzevičiūtė, Žuvys ir drakonai (Fishes and Dragons). Baltos lankos, 2013
- Noorwegen: Ida Hegazi Høyer, Unnskyld (Forgive me). Tiden Norsk Forlag, 2014
- Polen: Magdalena Parys, Magik (Magician). Świat Książki, 2014
- Portugal: David Machado, Índice Médio de Felicidade (Average Happiness Index). Dom Quixote, 2013
- Slowakije: Svetlana Zuchova, Obrazy zo života M. (Scenes from the Life of M.). Marenčin PT, 2013
- Zweden: Sara Stridsberg, Beckomberga - ode till min familj (The Gravity of Love). Albert Bonniers Förlag, 2014

### 2016
- België: Christophe Van Gerrewey, Op de Hoogte (Up to date)
- Bosnië en Herzegovina: Tanja Stupar-Trifunović, Satovi u majčinoj sobi (Clocks in my mother’s room)
- Cyprus: Antonis Georgiou, Ένα Άλπουμ Ιστορίες (An Album of Stories)
- Denemarken: Bjørn Rasmussen, Huden er det elastiske hylster der omgiver hele legemet
- Estland: Paavo Matsin, Gogoli disko (The Gogol Disco)
- Finland: Selja Ahava, Taivaalta tippuvat asiat (Things that fall from the Sky)
- Duitsland: Benedict Wells, Vom Ende der Einsamkeit (On the End of Loneliness)
- Luxemburg: Gast Groeber, All Dag verstoppt en aneren (One Day Hides Another)
- Roemenië: Claudiu M. Florian, Vârstele jocului. Strada Cetăţii. (The Ages of the Game – Citadel Street)
- Slovenië: Jasmin B. Frelih, Na/pol (In/Half)
- Spanje: Jesús Carrasco, La tierra que pisamos (The Earth We Tread)
- Noord-Macedonië: Nenad Joldeski, Секој со своето езеро (Each with their own lake)

### 2017
- Albanië: Rudi Erebara, Epika e yjeve të mëngjesit (The Epic of the Morning Stars)
- Bulgarije: Ina Vultchanova, Остров Крах (The Crack-Up Island)
- Tsjechië: Bianca Bellová, Jezero (The Lake)
- Griekenland: Kallia Papadaki, Δενδρίτες (Dendrites)
- IJsland: Halldóra K. Thoroddsen, Tvöfalt gler (Double Glazing)
- Letland: Osvalds Zebris, Gaiļu kalna ēnā (In the Shadow of Rooster Hill)
- Malta: Walid Nabhan, L-Eżodu taċ-Ċikonji (Exodus of Storks)
- Montenegro: Aleksandar Bečanović, Arcueil (Arcueil)
- Nederland: Jamal Ouariachi, Een Honger (A hunger)
- Servië: Darko Tuševljaković, Jaz (The Chasm)
- Turkije: Sine Ergün, Baştankara (Chickadee)
- Verenigd Koninkrijk: Sunjeev Sahota, The Year of the Runaways

### 2019
- Oostenrijk: Laura Freudenthaler, Geistergeschichte (A ghost story)
- Finland: Piia Leino, Taivas (Heaven)
- Frankrijk: Sophie Daull, Au grand lavoir (The Wash-house)
- Hongarije: Réka Mán-Várhegyi, Mágneshegy (Magnetic Hill)
- Georgië: Beqa Adamashvili, პროლოგი (Everybody dies in this novel)
- Griekenland: Nikos Chryssos, Καινούργια μέρα (New Day)
- Ierland: Jan Carson, The Firestarters
- Italië: Giovanni Dozzini, E Baboucar guidava la fila (And Baboucar was leading the line)
- Litouwen: Daina Opolskaite, DIENŲ PIRAMIDĖS (The Hour of Dusk)
- Polen: Marta Dzido, Frajda (Pleasure)
- Roemenië: Tatiana Țîbuleac, Grădina de sticlă (The Glass Garden)
- Slowakije: Ivana Dobrakovová, Matky a kamionisti (Mothers and Lorry Drivers)
- Oekraïne: Halya Shyyan, ЗА СПИНОЮ (Behind the back)
- Verenigd Koninkrijk: Melissa Harrison, All Among the Barley

### 2020
- België: Nathalie Skowronek, La carte des regrets (The map of regrets)
- Bosnië en Herzegovina: Lana Bastašić, Uhvati zeca (Catch the rabbit)
- Kroatië: Maša Kolanović, Poštovani kukci i druge jezive priče (Dear insects and other scary stories)
- Cyprus: Σταύρος Χριστοδούλου (Stavros Christodoulou), Τη μέρα που πάγωσε ο ποταμός (The day the river froze)
- Denemarken: Asta Olivia Nordenhof, 'Penge på lommen' (Money in your pocket)
- Estland: Mudlum (Made Luiga), Poola poisid (Polish boys)
- Duitsland: Matthias Nawrat, Der traurige Gast (The Sad Guest)
- Kosovo: Shpëtim Selmani, Libërthi i dashurisë (The Booklet of Love)
- Luxemburg: Francis Kirps, Die Mutationen (The Mutations)
- Montenegro: Stefan Bošković, Ministar (Minister)
- Noord-Macedonië: Петар Андоновски (Petar Andonovski), Страв од варвари (Fear of barbarians)
- Noorwegen: Maria Navarro Skaranger, Bok om sorg (Book of grief)
- Spanje: Irene Solà, Canto jo i la muntanya balla (I sing and the mountain dances)

### 2021
De winnaars werden op 18 mei 2021 bekendgemaakt.
- Albanië: Tom Kuka, Flama
- Armenië: Aram Pachyan (Արամ Պաչյան), P/F
- Bulgarije: Georgi Bardarov (Георги Бърдаров), Absolvo te
- Tsjechië: Lucie Faulerová, Smrtholka
- IJsland: Sigrún Pálsdóttir, Delluferðin
- Letland: Laura Vinogradova, Upe
- Malta: Lara Calleja, Kissirtu kullimkien
- Nederland: Gerda Blees, Wij zijn licht
- Portugal: Frederico Pedreira, A Lição do Sonâmbulo
- Servië: Dejan Tiago Stanković, Zamalek
- Sierra Leone: Anja Mugerli, Čebelja družina
- Zweden: Maxim Grigoriev, Europa
- Tunesië: Amine Al Ghozzi (أمين الغزي), زندالي ليلة 14 جانفي 2011 (zindali laylat 14 janfi 2011)

## Vertalingen
De Europese Unie bevordert de transnationale verspreiding van literatuur en de diversiteit ervan in Europa en daarbuiten. Onderstaande lijst toont enkele vertalingen die beschikbaar zijn in de Nederlandse taal:
- Slovenië: Gabriela Babnik, Het droge seizoen, De Geus, 2017
- Bosnië en Herzegovina: Lana Bastašić, Vang de haas, J.M. Meulenhoff, 2021
- Portugal: Dulce Maria Cardoso, Violeta en de engelen, Samenw. uitgeverijen Meulenhoff Boekerij, 2010
- Spanje: Jesús Carrasco, De grond onder onze voeten, J.M. Meulenhoff, 2016
- IJsland: Oddný Eir, Land van liefde en ruïnes, De Geus, 2017
- Slovenië: Jasmin B. Frelih, In/tweeën, De Geus, 2017
- Estland: Meelis Friedenthal, De bijen, Gennep B.V., Uitgeverij Van, 2014
- Noorwegen: Carl Frode Tiller, Omcirkeling, Prometheus, 2015
- Noorwegen: Ida Hegazi Høyer, Vergeef me, De Geus, 2020
- Turkije: Çiler İlhan, Verbannen, De Geus, 2017
- Noord-Macedonië: Nenad Joldeski, Ieder zijn eigen meer, De Geus, 2020
- Frankrijk: Gaëlle Josse, Laatste dagen op Ellis Island, De Geus, 2017
- Slovenië: Nataša Kramberger, Hemel tussen de braamstruiken: roman in verhalen, De Geus, 2019
- Turkije: Birgül Oğuz, Ha!: een verhaal: over verlies, Singel Uitgeverijen, 2016
- Polen: Piotr Paziński, Het pension, De Geus, 2019
- Oostenrijk: Carolina Schutti, Lopen over zacht gras, De Geus, 2018
- Bosnië en Herzegovina: Faruk Šehić, Zachtjes stroomt de Una, De Geus, 2017
- Duitsland: Benedict Wells, Het einde van de eenzaamheid, J.M. Meulenhoff, 2017
- Tsjechië: Tomáš Zmeškal, Een liefdesbrief in spijkerschrift, Querido, 2012